# تحالف الراغبين
يشير مصطلح تحالف الراغبين إلى القوات متعددة الجنسيات في العراق بقيادة الولايات المتحدة، وإلى القيادة العسكرية خلال غزو العراق عام 2003، وما تلا ذلك من حرب العراق. الائتلاف كان بقيادة الولايات المتحدة الأمريكية.

## استخدام المصطلح

"ائتلاف الراغبين" الذي أسمته وزارة الخارجية الأمريكية عام 2003.

في نوفمبر 2002، أعلن الرئيس الأمريكي جورج دبليو بوش، والذي كان في أوروبا لحضور قمة الناتو، أنه «إذا اختار الرئيس العراقي صدام حسين عدم نزع أسلحته، فإن الولايات المتحدة ستقود تحالف الراغبين لنزع أسلحته».
استخدمت إدارة بوش لفترة وجيزة مصطلح «تحالف الراغبين» للإشارة إلى الدول التي دعمت عسكرياً أو سياسياً، غزو العراق عام 2003 وما تلاه من وجود عسكري في العراق بعد الغزو. تضمنت القائمة الأصلية التي صدرت في مارس 2003، ستةً وأربعين عضواً. في أبريل 2003، تم تحديث القائمة لتشمل 49 دولة، على الرغم من أنه تم تخفيضها إلى 48 بعد أن اعترضت كوستاريكا على إدراجها في القائمة. من ضمن 48 دولة في القائمة، ساهمت ثلاث دول فقط بقواتها وقت الغزو (المملكة المتحدة وأستراليا وبولندا). بينما قدمت 37 دولة أخرى بعضًا من القوات لدعم العمليات العسكرية بعد اكتمال الغزو.
تضمنت قائمة أعضاء التحالف التي قدمها البيت الأبيض عدة دول لم تكن تنوي المشاركة في العمليات العسكرية. والبعض منها، مثل جزر مارشال وميكرونيسيا وبالاو وجزر سليمان، ليس لديها جيوش قائمة. ومع ذلك، من خلال ميثاق الارتباط الحر، يُضمن لمواطني جزر مارشال وبالاو وولايات ميكرونيسيا المتحدة اعتبار وطني في الولايات المتحدة، وبالتالي يُسمح لهم بالخدمة في الجيش الأمريكي. وقد انتشر أعضاء هذه الدول الجزرية في قوة باسيفيك مجتمعة تتكون من وحدات احتياطي غوام وهاواي وساموا. وقد تم نشرهم مرتين في العراق. يبدو أن حكومة دولة جزر سليمان، التي أدرجها البيت الأبيض كعضو في التحالف، لم تكن على علم بأي عضوية من هذا القبيل ونفتها على الفور. وفقًا لدراسة عام 2010، كانت ولايات ميكرونيسيا المتحدة وجزر مارشال وبالاو (وتونغا وجزر سليمان بدرجة أقل) تعتمد اقتصاديًا على المساعدة الاقتصادية من الولايات المتحدة، وبالتالي كان لديها حافز اقتصادي للانضمام إلى تحالف الراغبين.
في ديسمبر 2008، أفاد البروفيسور سكوت ألتهاوس من جامعة إلينوي، أن البيت الأبيض يقوم بتعديل وتغيير نسخ لقائمة دول التحالف. وجد ألتهاوس أن بعض نسخ القائمة تمت إزالتها بالكامل من السجل، وأن البعض الآخر يناقض بعضها البعض، على عكس إجراء أرشفة المستندات الأصلية واستكمالها بمراجعات وتحديثات لاحقة.
بحلول أغسطس 2009، انسحب جميع أعضاء التحالف عدا الولايات المتحدة والمملكة المتحدة من العراق. ونتيجة لذلك، أعيدت تسمية القوات متعددة الجنسيات في العراق وأعيد تنظيمها لتصبح قوات الولايات المتحدة في العراق اعتبارًا من 1 يناير 2010. وهكذا وصل مصطلح تحالف الراغبين إلى نهاية رسمية.